# Fragment de Valenciennes
Pour les articles homonymes, voir Valenciennes (homonymie).

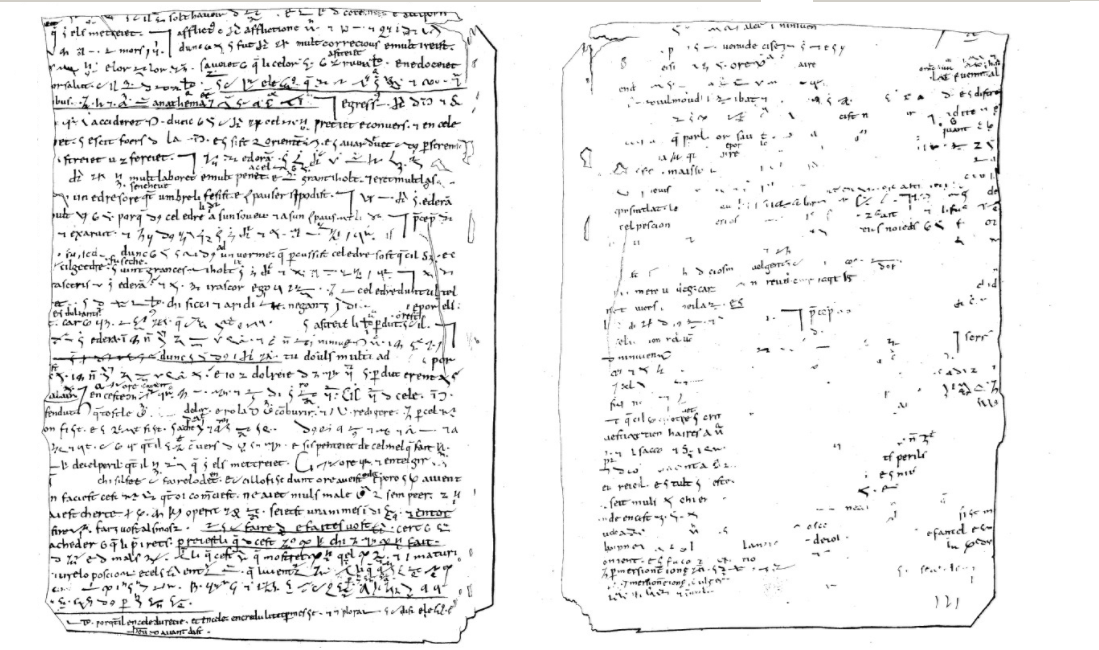
Le fragment entier, sur deux feuillets, aujourd'hui à la Bibliothèque municipale de Valenciennes.

Le Fragment de Valenciennes ou Sermon sur Jonas est un fragment (c'est-à-dire que le manuscrit n'est pas complet) de l'histoire de Jonas. Il est écrit en latin et en ancien français, et utilise beaucoup de notes tironniennes. Génin, l'un des premiers à étudier le fragment en 1850, le date au IXe ou au Xe siècle, ce qui veut dire que c'est l'un des plus anciens textes en français, après les Serments de Strasbourg et la Séquence de sainte Eulalie. Dans son édition de 1908, Bertoni indique que le manuscrit est du Xe siècle.